# Mary Delgado
Mary Delgado (Madrid, 8 de octubre de 1916 – Palma de Mallorca, 13 de abril de 1984) fue una actriz española.

## Biografía
De temprana vocación debuta en los escenarios con tan sólo quince años de edad. Fragua su carrera fundamentalmente en el teatro hasta que, finalizada la guerra civil española, debuta en el cine con la película Cancionero (1940), de Julián Torremocha.
El éxito, sin embargo, le llega de la mano del director Rafael Gil, a cuyas órdenes rueda cuatro películas: Huella de luz (1941), con Antonio Casal, Eloísa está debajo de un almendro (1943), El fantasma y Doña Juanita (1945) y Tierra sedienta (1945). 
Con posterioridad, resulta memorable su actuación en el filme de Edgar Neville, El crimen de la calle de Bordadores (1946), por el que obtiene el Premio del Sindicato Nacional del Espectáculo así como en La calle sin sol (1948) y Una mujer cualquiera (1949) ambas de Rafael Gil.
Finalizada la década de los cuarenta, su presencia en la pantalla grande se hace casi testimonial, consagrándose a su carrera teatral y, desde la aparición de la televisión, a interpretaciones en numerosos espacios de TVE como Estudio 1 o Novela.
Mantuvo su actividad profesional hasta el último momento hasta el punto que la muerte le sobrevino por un paro cardíaco en el taxi que la conducía al teatro donde interpretaba Enseñar a un sinvergüenza.

## Premios
Medallas del Círculo de Escritores Cinematográficos
| Año  | Categoría              | Película                                   | Resultado |
| ---- | ---------------------- | ------------------------------------------ | --------- |
| 1945 | Mejor actriz principal | El fantasma y Doña Juanita Tierra sedienta | Ganadora  |
| 1946 | Mejor actriz principal | El crimen de la calle de Bordadores        | Ganadora  |

- Premio del Sindicato Nacional del Espectáculo (1945) por Chantaje.
- Premio del Sindicato Nacional del Espectáculo (1946) por El crimen de la calle de Bordadores.